# Agente di assicurazioni
L'agente di assicurazioni (o agente assicurativo) è un imprenditore che procura contratti di assicurazione a una compagnia assicuratrice, detta "mandante", nel territorio assegnatogli.

## Il mandato di agenzia
Il modo di procedere standard è quello di contattare i potenziali clienti della mandante (assicurati), convincerli a stipulare una o più polizze di assicurazione con la medesima, redigere una o più proposte firmate dal futuro assicurato e inviarle alla compagnia assicuratrice, che le può respingere o accettare: in quest'ultimo caso la mandante invia all'agente la polizza (o le polizze) sulle quali l'agente raccoglie la firma (o le firme) del cliente (assicurato) e procede all'incasso dei premi.
In realtà spesso l'agente è già in possesso di moduli di assicurazione prefirmati dalla compagnia assicuratrice, sui quali raccoglie la firma del cliente cui consegna la copia di spettanza quietanzata con la data in cui il cliente l'ha firmata ed effettua l'incasso del premio. Le garanzie di ciascuna polizza decorrono quindi non prima delle ore 24 del giorno in cui è avvenuto l'incasso. Vi sono poi i casi degli agenti dotati di procura che possono stipulare polizze in nome della mandante, redigendole direttamente sui moduli predisposti dalla mandante e seguendo le norme che questa impone nella selezione del rischio.
L'attività dell'agente richiede alcune spese necessarie a effettuarla: affitto dei locali di agenzia con tutti i relativi accessori quali i costi dei servizi (luce, telefono, ecc.), stipendi da corrispondere al personale dipendente dell'agenzia e relativi contributi, ecc. tutte a suo carico. Per quest'attività l'agente percepisce dalla mandante una provvigione corrispostagli sui premi delle polizze da lui acquisite (e sulle rate delle annualità successive), differenziata spesso in base alla natura dei rischi delle polizze acquisite. Essa, con i rapporti che devono intercorrere fra agente e compagnia mandante, è disciplinata da un contratto fra agente e mandante detto "mandato agenziale" (o semplicemente "mandato").
L'agente è tenuto a redigere un libro-giornale, detto giornale di agenzia, sul quale devono essere registrati, in ordine cronologico, tutti gli incassi da lui effettuati per conto della mandante nonché le relative uscite (storni o pagamento di provvigioni).
Vi sono società assicuratrici che affidano alle agenzie anche il compito di pagare i sinistri ai loro danneggiati su mandato del liquidatore. In questi casi il libro giornale di agenzia sarà movimentato abitualmente anche in uscita per questi pagamenti, che si aggiungono a quelli delle proprie provvigioni e agli eventuali storni.
Periodicamente l'agente deve rimettere alla mandante il saldo del conto come emerge dal giornale di agenzia insieme all'invio dei giustificativi (copie delle polizze e delle quietanze incassate per le rate successive alla prima, mandati di pagamento firmati dai liquidatori sinistri, ecc.).
L'agente è il rappresentante della compagnia in loco e quindi viene periodicamente dotato di materiale pubblicitario dalla mandante ed è vivamente consigliato dalla medesima a partecipare a manifestazioni varie locali a scopo promozionale. 
Vi sono tuttavia molte compagnie di dimensioni medie o medio-piccole, talvolta operanti solo localmente, che non possono permettersi una rete agenziale esclusiva e quindi si affidano per la vendita delle loro polizze ad agenti detti "plurimandatari", che ricevono il mandato da più compagnie diverse. I rapporti amministrativi con le mandanti sono quindi stabiliti in base ad esigenze diverse da quelle degli agenti monomandatari.
Generalmente gli agenti di una compagnia di grosse dimensioni costituiscono un Gruppo Agenti, con cariche rappresentative affidate ad alcuni di loro che hanno l'incarico di discutere e trattare i problemi con la (o le) compagnia mandante e farsi eventualmente portatori di esigenze di singole agenzie.
Inoltre gli agenti di assicurazione possono iscriversi a un'organizzazione di categoria che possa rappresentarli presso tutti gli enti e organismi, nazionali e internazionali, dove si trattano problemi che interessano gli agenti di assicurazione e, più in generale, il settore assicurativo. Attualmente, i Sindacati degli Agenti assicurativi in Italia sono ANAPA, SNA e UNI Agenti.

## Il diritto di esclusiva
Nelle grandi compagnie, diffuse su tutto il territorio nazionale, era in passato vigente il cosiddetto "diritto di esclusiva" in base al quale la compagnia assicuratrice non poteva raccogliere polizze nel territorio riservato all'agente nel relativo mandato, direttamente o tramite altro intermediario, salvo casi particolari di contratti singoli stipulati direttamente dalla compagnia a seguito di relazioni particolari di questa con l'assicurato (ad esempio, polizze stipulate a favore di società controllate dalla mandante o dalla capogruppo che controllava la mandante). Corrispondentemente il singolo agente non poteva stipulare polizze per conto di compagnie assicuratrici diverse dalla mandante (o, in certi casi, non appartenenti al gruppo finanziario cui apparteneva la mandante). Tale diritto è stato fortemente ridimensionato da una direttiva comunitaria.

## La risoluzione del contratto di Agenzia
Il contratto di Agenzia può risolversi per raggiunti limiti di età dell'agente, per dimissioni del medesimo, per revoca da parte della mandante o per decesso dell'agente. Sopraggiunta tale risoluzione, è dovuta all'agente o ai suoi eredi una liquidazione, analoga a quella dei lavoratori dipendenti, che viene calcolata in base alle provvigioni maturate nel periodo di durata del mandato e a quest'ultima. Tale liquidazione non costituisce un costo economico per la mandante in quanto il relativo importo viene "recuperato" addebitandolo all'agente (o agli agenti) subentrante. L'onere per la mandante è di tipo finanziario, in quanto la liquidazione all'agente uscente o a chi per lui, viene corrisposta a breve termine dalla fine del mandato e per l'intero ammontare, mentre il recupero dal subentrante avviene ratealmente in un arco temporale che può durare anche anni.

## Subagenzie
Nel caso di un territorio piuttosto vasto, magari in zone con collegamenti stradali non ottimali, l'agente titolare del territorio apre in genere una o più subagenzie, cui è collegato un territorio di competenza che fa parte di quello dell'agente. Si tratta di punti di vendita delle assicurazioni della mandante dell'agente che vengono gestite praticamente come un'agenzia ma che riferiscono non alla compagnia mandante ma all'agente che le ha aperte. Incassi e documenti vengono inviati all'agente anziché alla compagnia, che li inserisce nella posta con cui invia i propri alla compagnia assicuratrice. Non è detto che l'agente conferisca al subagente il mandato di vendita per suo conto di tutte le tipologie di polizza da lui gestite. Per la sua attività il subagente percepisce dall'agente da cui dipende una provvigione sui premi incassati, che è ovviamente inferiore a quella che l'agente percepisce dalla mandante per gli stessi incassi e che è concordata dalle due parti senza intervento della compagnia mandante. Non esistono rapporti tra la compagnia mandante e i subagenti dei propri agenti, i quali sono responsabili dell'operato di questi ultimi in base al mandato di agenzia, esattamente come se incassi e pagamenti fossero avvenuti in agenzia. Date le dimensioni del giro di affari delle subagenzie, che non consentono in genere al subagente di vivere solo degli incassi delle polizze da lui procacciate, queste sono quasi sempre affidate a persone che già gestiscono un'altra (o più) attività sul territorio che comportano l'apertura di un ufficio al pubblico, dove viene svolta anche quella assicurativa. Anche il subagente è, in genere, tenuto a gestire un archivio delle polizze da lui stipulate e gestite e un libro giornale ove vanno annotati giorno per giorno, in ordine cronologico, tutti gli incassi. Le procedure di scambio di documenti fra l'agente e il suo (o i suoi) subagente sono imposte ai subagenti dall'agente da cui dipendono, in modo che anche per queste vendite l'agente possa adempiere correttamente agli obblighi verso la compagnia mandante previsti dal mandato di agenzia. Inadempimenti dei subagenti che impediscano all'agenzia da cui dipende il subagente inadempiente di ottemperare agli obblighi che l'agente ha verso la compagnia mandante in base al mandato di agenzia, non possono essere opposti come giustificazione alla compagnia mandante dell'agente. Si può dire che, da un punto di vista formale, la mandante "ignora" l'eventuale presenza delle subagenzie dei propri agenti, anche se di fatto la essa tiene conto di questo negli adempimenti burocratici che chiede ai propri agenti. L'automazione con personal computer, ormai ampiamente diffusa nelle agenzie, ha influito anche sui rapporti burocratici fra agente e subagenti.